# Martin Eugen Beck
Martin Eugen Beck (* 24. November 1833 in Herrnhut; † 6. Juni 1903 ebenda) war ein deutscher Paramentiker.

## Leben
Martin Eugen Beck gehörte der Herrnhuter Brüdergemeine an. Er war ursprünglich Töpfer und stellte Öfen her.
Etwa seit dem Jahr 1865 wandte er sich aus eigenem Antrieb und unter dem Einfluss von Moritz Meurer der Gestaltung von Paramenten zu. 1867 veröffentlichte er erste Musterblätter. Seine Entwürfe galten Ende des 19. Jahrhunderts als mustergültig für die evangelische Paramentik und waren bis in das erste Viertel des 20. Jahrhunderts maßgebend für die Arbeit der evangelischen Paramentenwerkstätten. Seine Bildsprache wurde erst in den 1920er Jahren von den Symbolen und Grundsätzen Rudolf Kochs abgelöst.

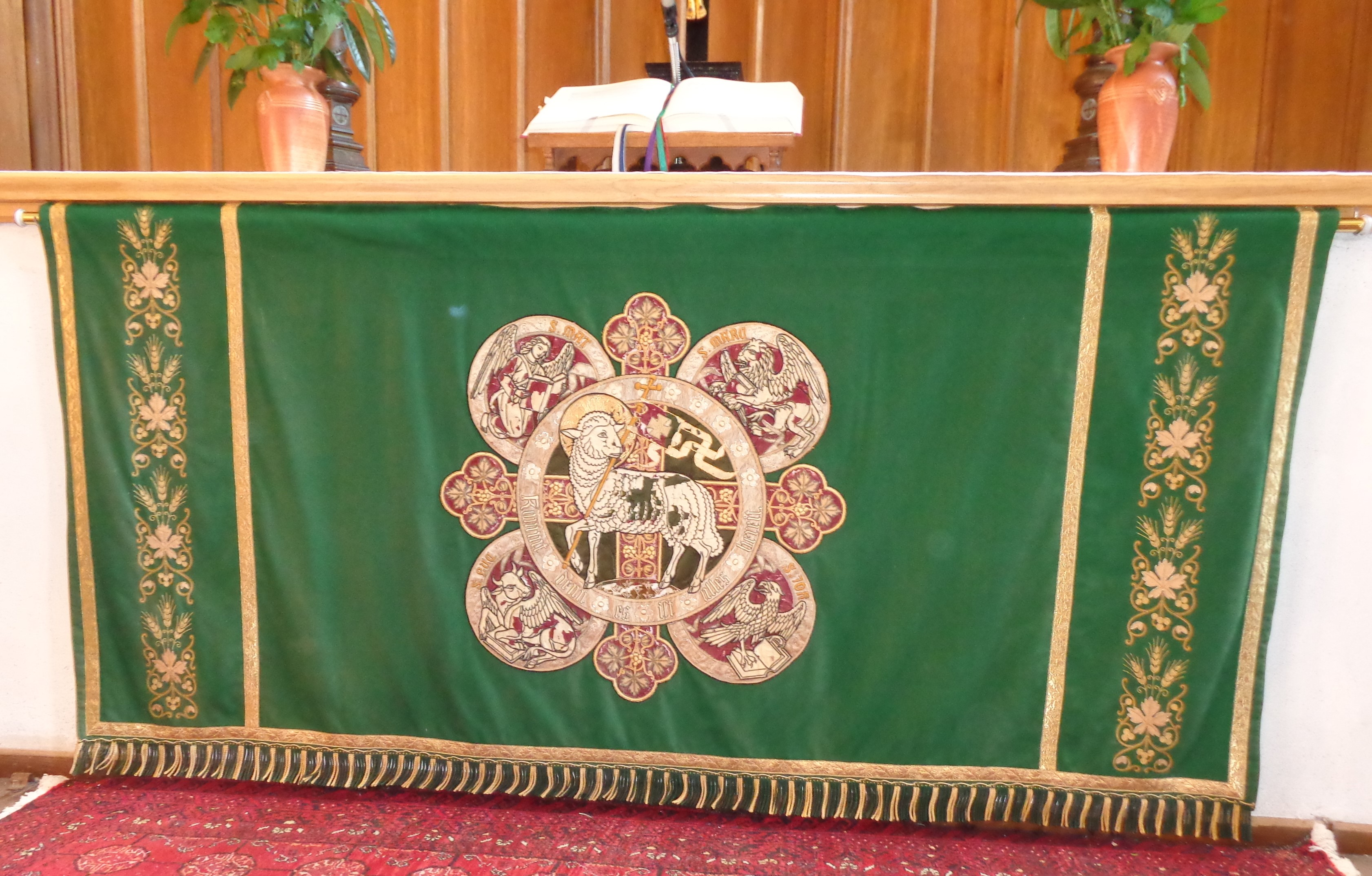
Grünes Antependium in Plau am See, hergestellt im Stift Bethlehem
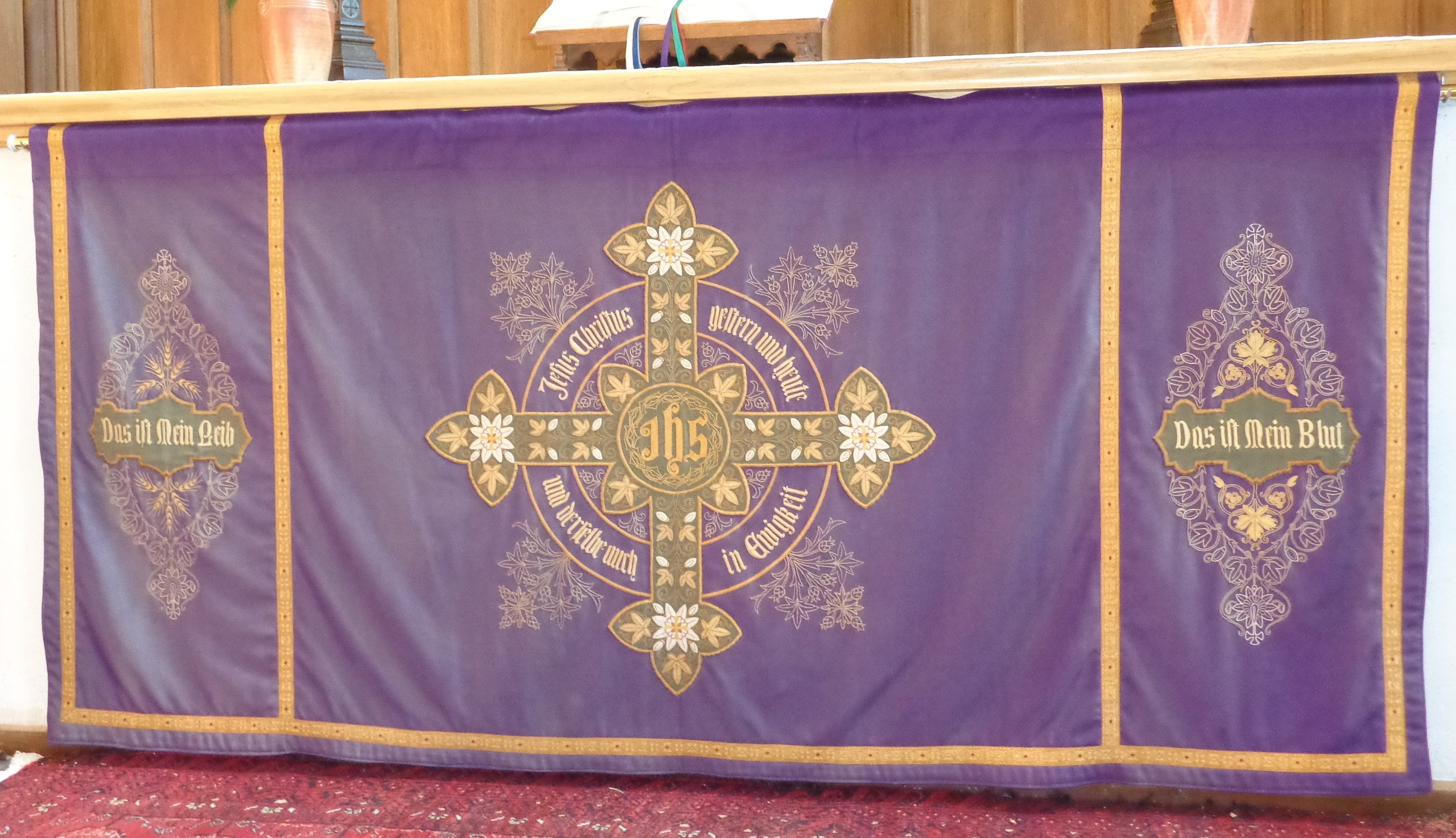
Violettes Antependium in Plau am See, hergestellt im Stift Bethlehem
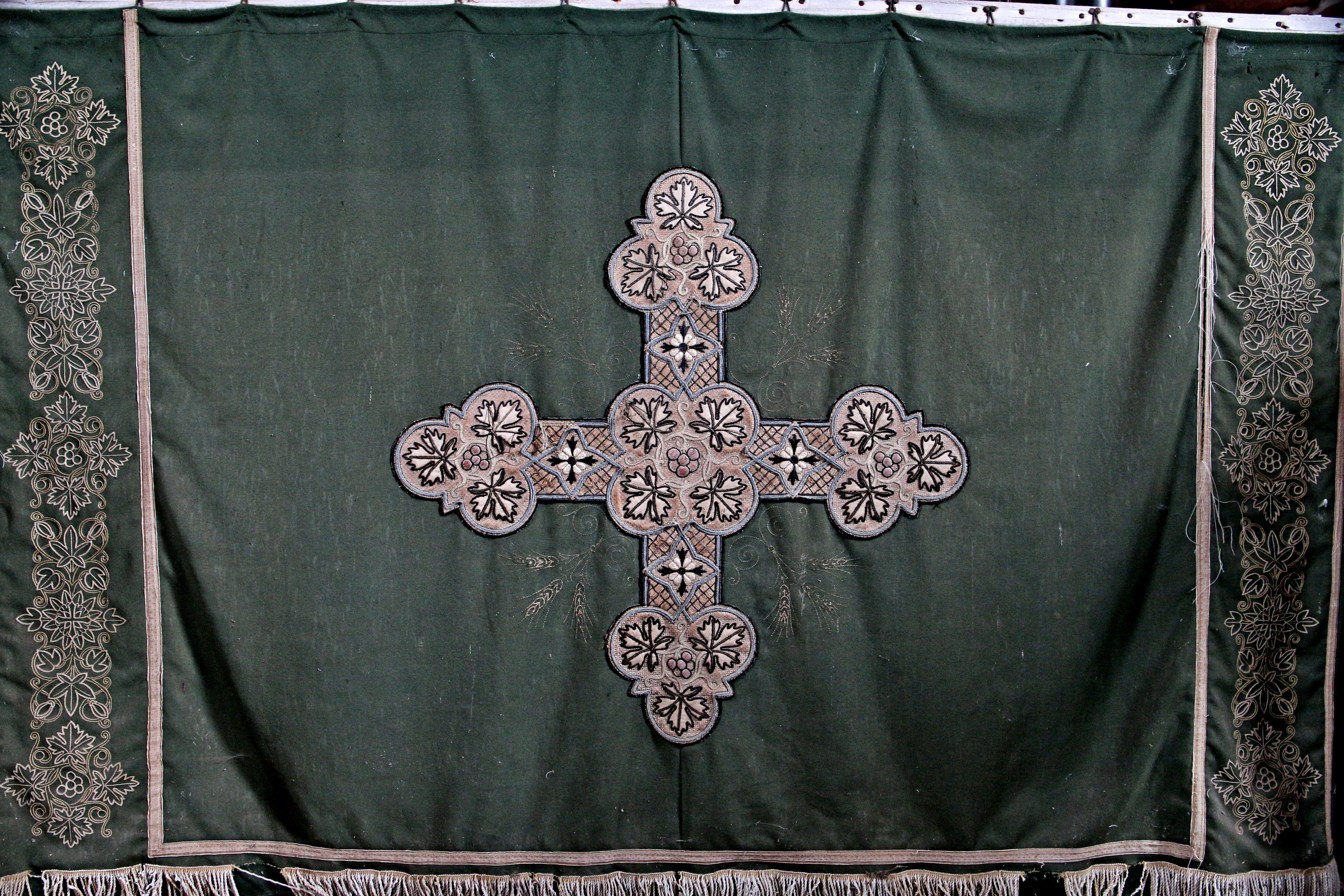
Dorfkirche Darß (Gehlsbach)

## Schriften
- Musterblätter für kirchliche Stickerei. Nebst Text: Altarschmuck von Moritz Meurer, Leipzig: Dörfling & Frank 1868

Digitalisat, SLUB Dresden
- Evangelische Paramentik. Dresden: von Zahn & Jaensch 1906

Digitalisat, HathiTrust